# کیا بزرگ‌امید
کیا بزرگ‌امید رودباری از سران اسماعیلی و جانشین حسن صباح در الموت بود. بر طبق وصیت حسن صباح کیا بزرگ‌امید رودباری در حالی که به همراه ابوعلی اردستانی، حسن آدم قصرانی، کیا جعفر ملازمت می‌شد، به جانشینی صباح رسید. عطاملک جوینی در کتاب تاریخ جهانگشا می‌گوید: «کس به لمسر فرستاد و بزرگ امید را بخواند و به جای خویش تعیین کرد.»
برخی مستشرقان گفته‌اند بزرگ امید از خاندانی معتبر در شمال ایران بود. چنان‌که خواهر او همسر استندار پادوسپانیان بود و همسر خودش دختر شاه غازی رستم، اسپهبد باوندیان، بود ولی فرهاد دفتری در دانشنامه جهان اسلام این مسئله را تکذیب کرده و این اشتباه را در اثر تشابه اسمی یکی از علویان زیدی با کیا بزرگ امید دانسته‌است.
او از چهره‌های شناخته‌شده در میان شاگردان حسن صباح بود و مدت ۲۰ سال هم‌زمان با فرمانروایی صباح بر دژ الموت، در قلعه لمسر (لمبه‌سر یا لنبه‌سر) در الموت حکومت می‌کرد.

## وقایع مهم
از وقایع مهم زمان بزرگ امید حمله سلطان سنجر به قلاع اسماعیلی است. سنجر در زمان حسن به سازش تن داده بود ولی پس از او به رویارویی نظامی مبادرت کرد؛ بنابراین در سال ۵۲۰ هجری دو سال پس از جلوس بزرگ امید به عنوان رهبر الموت نخستین حمله را از شرق آغاز کرد. نوشته‌اند که محرک سلطان در این حمله وزیر او معین الدین کاشی بود و البته اندکی بعد (در سال ۵۲۱ هجری) به دست اسماعیلیان کشته شد.
این حمله در نهایت به سود اسماعیلیان تمام شد. بزرگ امید همچنین دستگاه ترور فداییان یا حشاشیون (Assassins) را گسترده‌تر کرد البته قتلهای کمتری نسبت به زمان حسن انجام شد که البته بسیار بااهمیت بودند.
کشتن دو خلیفه عباسی المسترشد بالله و الراشد بالله، یک خلیفه فاطمی مصر الآمر باحکام‌الله ابوعلی منصور از جمله این فعالیت‌هاست.
کیا بزرگ امید با سلطان محمود بسیار درگیری داشت و پس از مرگ سلطان در ۵۲۵ هجری، با استفاده از خلع قدرت، دست به گسترش قلمرو اسماعیلیان به سوی شمال زد و با باوندیان و علویان درگیر شد. او در رویارویی با ابوهاشم علوی گرگانی ـ که در بخشی از دیلم مدعی امامت زیدیه بود و تا خراسان نیز پیروانی داشت ـ پیروز شد و ابوهاشم اسیر شد. ابوهاشم را به الموت بردند و در آنجا به فرمان بزرگ امید، دربارهٔ اصول عقاید اسماعیلیه و زیدیه با او به مباحثات طولانی پرداختند. بنابر روایت وقایع‌نگار نزاری دوره بزرگ امید، ابوهاشم از مواضع ضد اسماعیلیش توبه کرد اما نزاریان سرانجام او را کشتند.

## آثار
یک نسخه خطی از دعای قبل از خواب تألیف کیا بزرگ در مؤسسه مطالعات اسماعیلی در لندن نگهداری می‌شود. این متن با مطلع‌های پی در پی «مولانا» نوشته شده و یک متن ادبی و عرفانی است.

## مرگ بزرگ‌امید
بزرگ امید چهارده سال و دو ماه و بیست روز حکومت کرد و در سال ۵۳۲ هجری (۱۱۳۸ میلادی) وفات یافت. او را در نزدیکی قلعه الموت در مقبره حسن صباح به خاک سپردند. این مقبره، که بعداً دیگر رهبران نزاریه ایران نیز در آنجا دفن شدند، تا هنگامی که به دست مغول ویران گشت، زیارتگاه اسماعیلیان نزاری بود.
پس از او پسرش محمد بزرگ امید به فرمانروایی الموت نشست؛ و پس از وی نوه‌اش حسن بزرگ امید فرمانروایی نمود.